# Ceasul astronomic din Praga

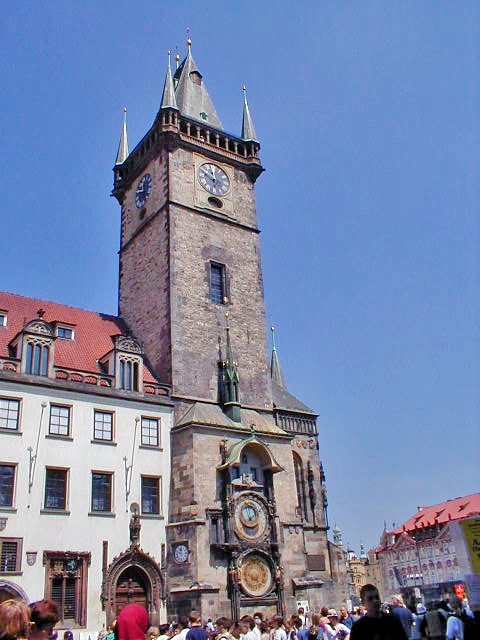
Fațada principală a Ceasului Astronomic din Praga

Ceasul astronomic din Praga (în cehă Pražský orloj) este un ceas astronomic medieval care se găsește în Praga, capitala Cehiei, în piața din Centrul Vechi al orașului. Ceasul este situat pe zidul sudic al primăriei. Monumentul exercită o puternică atracție asupra turiștilor, acest lucru datorându-se faptului că de fiecare dată când sunt anunțate orele are loc un adevărat spectacol animat care atrage ca un magnet toți turiștii aflați în apropiere, aceștia neîncetând niciun moment să filmeze sau să fotografieze spectacolul oferit zilnic timp de 12 ore de bătrânul orologiu.

## Istoric
Conform legendei, acest ceas ar fi fost construit în 1410 de Nicolae de Kadau și renovat în jurul anului 1490 de meșterul Hanus de la Rose (Jan Ruze). Aceeași legendă afirmă că ulterior i s-ar fi scos ochii ceasornicarului Hanus pentru a-l împiedica să mai realizeze vreo capodoperă asemănătoare în vreun alt oraș din Europa.
Ceasul se animă în fiecare zi până la ora 21: cei 12 apostoli defilează deasupra cadranului superior ce servește la citirea orei (este un cadran având 24 de ore) și afișează de asemeni poziția Soarelui și a Lunii în timp ce cadranul inferior afișează numele sfântului sărbătorit în ziua respectivă iar în același timp și semnele astrologice. În acel moment Praga depindea de Universitatea din Louvain și acest fapt explică existența unui orologiu asemănător dar fără figurile automate în catedrala din Saint-Omer.
Acest ceas a cunoscut mai multe reparații din momentul creării sale în secolul al XV-lea, dintre care una din cele mai importante a avut loc în anul 1948 după ce fusese incendiată de germani în timpul retragerii lor din Praga în 1945, la sfârșitul celui de-al doilea război mondial. A fost din nou reparat în anii 1994 și 2006.
Ceasul astronomic din Praga este decorat în partea sa superioară de patru figuri alegorice reprezentând, în ordine și de la stânga la dreapta, următoarele:
- Vanitatea, ținând în mână o oglindă;
- Zgârcenia, reprezentată printr-un comerciant evreu (ce a fost reprezentat în mod voit având nasul încovoiat) ce-și ține punga în mână;
- Moartea, un schelet ce anunță orele trăgând un clopot și ținând în mâna stângă o clepsidră;
- Invidia (sau dorința de acaparare a bunurilor străine) reprezentată sub forma unui prinț turc cu o mandolină.

## Cadranul astronomic
Cadranul astronomic se prezintă sub forma unui astrolab. Fondul său reprezintă Pământul și cerul, ca și umbra Soarelui. Pe acest fond sunt reprezentate patru elemente principale: cercul zodiacal, un cerc rotitor extern, un model redus al Soarelui (aliniat alături de o mână aurită) și un model redus al Lunii.
Funcția acestui mecanism care plasează Pământul în centrul Universului nu consta atât în indicarea orei exacte cât mai ales în redarea orbitelor presupuse ale Soarelui și Lunii în jurul planetei noastre. De aceea acul ce are un soare în vârf indică de fapt trei ore diferite. Cercul exterior divizat în cifre arabe medievale măsoară timpul după modul folosit în vechea Boemie în care zilele aveau douăzeci de ore, acest timp socotindu-se între două răsărituri succesive ale Soarelui. Cifrele romane indică timpul așa cum se măsoară în prezent.

## Fondul fix
Fondul reprezintă Pământul și iluminarea provenită de la Soare: Pâmântul corespunde zonei rotunde centrale de culoare albastră, în timp ce partea albastră superioară indică porțiunea de cer vizibilă deasupra orizontului. Partea inferioară în negru reprezintă partea de cer aflată sub nivelul orizontului în vreme ce părțile de culoare portocalie situate la dreapta și la stânga reprezintă zonele intermediare. Astfel în timpul zilei, Soarele se situează în partea albastră a cadranului, iar în timpul nopții în jumătatea neagră a acestuia. În zori îl regăsim în partea portocalie din stânga cadranului, iar la crepuscul în zona portocalie situată în partea dreaptă. Inscripțiile latine prezente în fundal precizează aceste momente: în partea stângă sunt menționate cuvintele aurora și ortus (zori și răsărit) iar în dreapta avem occasus și crepusculum (apus și crepuscul).
Între cele două zone portocalii, partea superioară a fundalului fix ("ziua") este divizată prin intermediul a treisprezece linii ce unesc cercul interior cu cel exterior, formând astfel douăsprezece părți corespunzătoare orelor temporale, ce echivalează fiecare cu 1/12 (a douăsprezecea parte) din durata zilei (numerotate în cifre arabe negre). Soarele parcurge mai repede aceste ore iarna decât vara, deoarece în timpul iernii zilele sunt mai scurte. Întâlnim de asemeni și un șir de cifre romane de-a lungul circumferinței fondului fix ce indică ora locală din Praga, sau ora normală a Europei Centrale. Cifra XII de sus corespunde miezului zilei, iar XII de jos corespunde miezului nopții.
În sfârșit, mai întâlnim trei cercuri aurite reprezentând cele două tropice și ecuatorul: cercul interior, ce delimitează Pământul, reprezintă Tropicul Capricornului, cercul median este Ecuatorul, iar cercul exterior reprezintă Tropicul Cancerului. În momentul solstițiului de iarnă, Soarele la zenit se află deasupra Tropicului Capricornului, la cele două echinoxuri se găsește deasupra Ecuatorului, iar în momentul solstițiului de vară se află deasupra Tropicului Cancerului. Regăsim ilustrată astfel definiția tropicelor.

## Cercul zodiacal
În mijlocul cadranului principal al orologiului putem observa un cerc mai mic ce se rotește în interiorul celui mare. Pe acest cerc sunt reprezentate semnele zodiacale ce indică poziția Soarelui în interiorul eclipticii. Trebuie să notăm faptul că datorită fenomenului de precesie a echinoxurilor, semnele indică în prezent doar în ce semn astrologic al zodiacului ne găsim în luna curentă. Deplasarea cercului zodiacal se datorează proiecției stereografice a planului eclipticii pornind de la Polul Nord. Această proiecție este comuna tuturor ceasurilor astronomice din perioada respectivă. Cercul zodiacal este divizat în partea sa externă în 72 de porțiuni egale, ce corespund fiecare unei durate de aproximativ 5 zile. Se regăsesc cei trei decani corespunzători fiecărui semn (6x5 zile). De acest cerc este fix legată o steluță aurită (aflată în prelungirea separației dintre semnele Peștilor și Berbecului, corespunzând datei de 21 martie); ea reprezintă poziția punctului vernal în raport cu Soarele la data considerată. Timpul sideral poate fi citit pe scara timpului fiind marcat cu cifre romane aurite. Acest timp sideral are un decalaj de patru minute pe zi față de timpul local.

## Cercul exterior
Cercul exterior prezintă niște numere gotice aurite suprapuse pe un fond negru. Aceste numere indică ora conform vechii măsurători folosite în Cehia (unități de timp cunoscute și sub denumirea de ore italiene). Acestea reprezintă numărul de ore scurse de la apusul Soarelui. Cercul este mobil pentru a se putea lua în considerare evoluția orei la care Soarele apune de-a lungul anului.

## Soarele
Soarele aurit se deplasează de-a lungul cercului zodiacal, ilustrând astfel semnul (astrologic) al zodiacului în care ne găsim în luna curentă. Soarele rămâne aliniat în permanență cu o mână aurită care permite citirea orelor de pe cadranul exterior.

## Luna
Mișcarea Lunii este asemănătoare celei a Soarelui, deși este mai rapidă. Sfera ce reprezintă Luna este argintată doar pe una dintre jumătăți și în timpul mișcării sale de rotație indică de asemeni și faza lunară.

## Ce se poate citi pe cadranele orologiului?
În concluzie, pe cadranele orologiului se pot citi următoarele informații:
1. Ora locală, desemnată de mâna aurită printre cifrele romane;
2. Ora indicată în doisprezecimi de zi, desemnată de poziția Soarelui între curbele aurite;
3. Ora indicată sub forma vechilor ore cehe, desemnată de mâna aurită printre cifrele gotice;
4. Poziția Soarelui pe cer;
5. Poziția Lunii pe cer;
6. Faza lunară;
7. Semnul astrologic zodiacal în care ne aflăm (ca și decanul respectiv);
8. Timpul sideral, indicat de steluța aurită.